# Zoltán Kammerer
Zoltán Kammerer, född den 10 mars 1978 i Vác, Ungern, är en ungersk kanotist.
Kammerer tog OS-guld i K-2 500 meter och OS-guld i K-4 1000 meter i de olympiska kanottävlingarna 2000 i Sydney. Vid de olympiska kanottävlingarna 2004 i Aten tog han återigen OS-guld i K-4 1000 meter. Han tog även OS-silver i K-4 1000 meter vid de olympiska kanottävlingarna 2012 i London.